# Jacek Popek
Pour l’article homonyme, voir Popek.
Jacek Popek, né le 20 août 1978 à Płock, est un footballeur polonais. Il est défenseur.

## Carrière
- 1992-2001 :  Wisła Płock
- 2001- :  GKS Bełchatów

### Palmarès
- Vice-Champion de Pologne : 2007
- Finaliste de la Coupe de la Ligue polonaise : 2007
- Finaliste de la Supercoupe de Pologne : 2007